# 桑野本の大イチョウ
桑野本の大イチョウ（くわのもとのおおイチョウ）は、兵庫県豊岡市竹野町桑野本にあるイチョウの巨木である。兵庫県の天然記念物及び郷土記念物に指定されている。

## 概要
幹周8.45m、樹高44mの巨木である。この木は雄の木で、桑原神社の本殿に近接している。
樹勢の衰えはなく、周辺には説明板が設置されている。古来から地元民によって神木として敬われ、全ての葉が落葉すると次の日には雪が降るとの言い伝えがある。

## 交通アクセス
- 山陰本線豊岡駅または竹野駅から全但バス「森本」下車後、イナカーに乗り換えて「桑野本」で下車。

## 引用文献
- 竹野町史編纂委員会『竹野町史』民俗・文化財・資料編、1991年

座標: 北緯35度33分41.328秒 東経134度40分55.164秒 / 北緯35.56148000度 東経134.68199000度